# Holger Danske

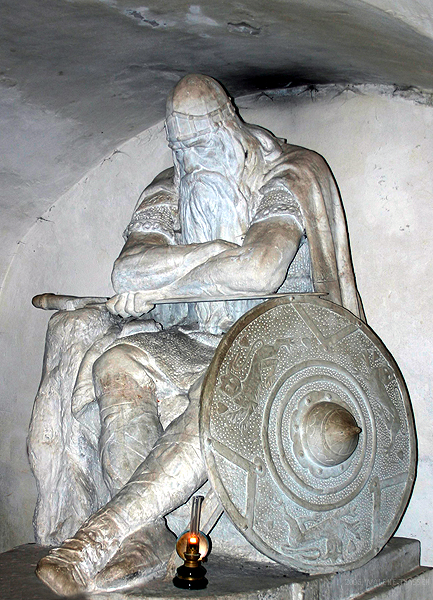
H.P. Pedersen-Dan szobra Holger Danskéről a Kronborg-kastélyban, Dániában

Holger Danske (magyarul: Dán Holger) dán történelmi figura, mondai hős a 8. századból. Alakja először az ófrancia chanson de geste-ben tűnik fel a Geste de Doon de Mayence verssorozatban.

## A monda
A legenda szerint Holger Gudfred dán király fia volt. Fiát Nagy Károly fia, Charlot ölte meg, emiatt Holger bosszút esküdött. A monda szerint majdnem sikerült is megölnie Nagy Károlyt, aki ellen hét éven keresztül háborúzott. Ezután békét kötöttek, és együtt vonultak a Frank Birodalmat szorongató mórok ellen. A mórok ellen vívott csatában Holger maga ölte meg Brehus vezért.
A történetben sok valóban megtörtént esemény fellelhető. A Frank Birodalom ugyan hatalmának csúcsán volt 800-ban, azonban Dánia déli területein egy Gudfred, vagy Godfrid nevű uralkodó valóban több évig ellen tudott állni a frank előrenyomulásnak. 
A legenda szerint Holger lelke a Kronborg kastélyban pihen, és ha Dániát veszély fenyegeti, Holger szelleme feltámad és győzelemre vezeti az országot.

## Hatása a modern korra
Poul Anderson modern fantáziaregénye, az „Oroszlánszív” a Holger Danske-történet egy modern feldolgozása.
Holger alakja és a hozzá kapcsolódó jelképek feltűnnek a 20. század jobboldali mozgalmainak szimbolikájában is. A jelképrendszer súlyos károkat szenvedett, amikor az 1940-es években a dán szélsőjobb visszaélt a Holgerhez fűződő szimbolikával.